# Dreiborn
Dreiborn (en luxembourgeois : Dräibuer ), est un lieu-dit de la commune luxembourgeoise de Wormeldange.

## Culture locale et patrimoine

### Lieux et monuments

#### École fondamentale intercommunale
La localité accueille une école fondamentale et une crèche gérées par un syndicat intercommunal regroupant les communes de Flaxweiler et de Wormeldange,.

#### Centre socio-éducatif de l'État

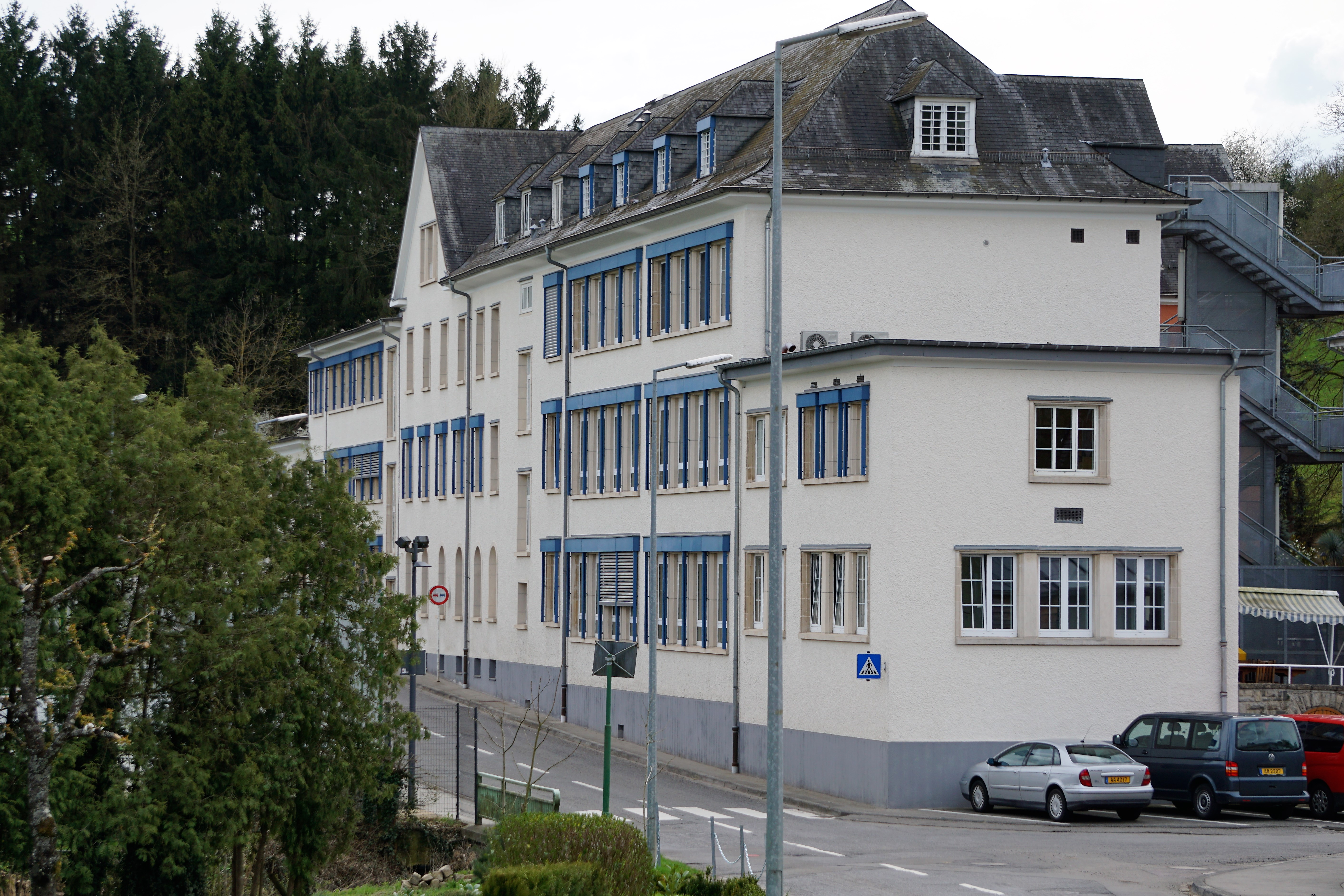
L'unité de sécurité de Dreiborn.

Le CSEE est installé à Dreiborn, dans l'ancien château viticole, depuis 1948. Il comporte des groupes de vie ouverts pour garçons, une école secondaire, les services administratifs et techniques de l’établissement, ainsi qu'une Unité de Sécurité fermée qui accueille des mineurs aux comportements déviants impliquant des délits à caractère pénal ou des filles et garçons ayant commis des infractions.
En décembre 2016, la Commission consultative des droits de l'homme (CCDH) rend un second avis critique sur l'unité de sécurité (Unisec) du Centre socio-éducatif de l'État de Dreiborn, destinée à incarcérer des jeunes délinquants. Elle s'insurge contre cette création qu'elle définit comme « une vraie prison pour mineurs ».
Depuis le 1er novembre 2017, une unité de sécurité remaniée est opérationnelle à Dreiborn. Cette nouvelle unité est inscrite dans la loi du 29 août 2017 réorganisant le Centre socio-éducatif de l'État (CSEE), dont elle fait partie intégrante. Elle peut accueillir jusqu'à 12 jeunes pensionnaires. Cette nouvelle unité accueille des mineurs placés pour une durée de 3 mois renouvelables sur décision des autorités judiciaires sous le régime de la protection de la jeunesse,.

### Personnalités liées à la localité
- Jean-Mathias Wellenstein (1795-1870), homme politique, président de la Chambre des députés de 1857 à 1858 y est mort.